# 길드 (생태학)
길드 혹은 생태적 길드는 동일한 자원을 이용하거나 서로 다른 자원을 유사한 방식으로 이용하는 종의 그룹이다. 길드가 같다고 해서 종이 동일하거나 유사한 생태적 지위를 차지할 필요는 없다.

## 상세
길드는 구성 요소 종의 위치, 속성 또는 활동에 따라 정의된다. 예로, 영양분을 획득하는 방식, 이동성, 종이 점유하거나 사용하는 서식지 영역으로 길드를 정의할 수 있다. 생태계를 점유하는 길드의 수를 디스패리티(disparity)라고 한다. 주어진 생태계 내의 길드 구성원은  바람의 응력에 저항하거나, 화분매개자를 유인하거나, 포식자를 탐지하는 데 협력하면서 공간이나 빛과 같은 자원을 놓고 경쟁할 수 있다. 예로서는 사바나에 사는 영양과 얼룩말 사이에서 일어나는 것이 있다.
길드는 일반적으로 엄밀하거나 명확하게 정의된 경계가 없으며 분류학적으로 가까울 필요도 없다. 광범위하게 정의된 길드에는 거의 항상 필수적으로 구성된 길드가 있다. 예로, 풀을 먹는 길드에는 거칠지만 많은 풀에 집중하는 종들이 있는 반면 다른 종들은 성장이 느리지만 더 나은 식물에 집중한다. 이 두 개의 아亞길드(sub-guild)는 각각 적절한 맥락에서 완전한 길드로 간주될 수 있으며, 나중엔 더 밀접하게 선별되었을 땐 아길드를 가지고 있을 수도 있다. 일부 학자들은 심지어 프랙탈 자원 모델의 관점에서 길드에 대해 이야기하기도 한다. 이 개념은 생태학의 신진대사 이론, 점유의 비례축소 패턴, 생태학의 공간 분석과 같은 여러 관련 맥락에서 발생하며, 모두 길드를 정의하는 기본 개념이다.
생태적 길드는 계통발생적으로 관련된 유기체 그룹인 공생분류군(?)(taxocene) (예: 곤충류)과 혼동해서는 안 된다. 공생분류군은 항상 같거나 유사한 지위를 공유할 필요가 없다. 길드는 같은 포식자와 먹이를 공유하는 동일한 종의 유기체인 영양단계 동일 종과도 다르다.

## 길드의 예시
- 풀, 나무열매를 먹는 초식동물과 나뭇잎을 먹는 지상의 초식동물
- 임관층의 풀이나 나무열매를 먹는 초식동물
- 임상층의 분해자
- 풀을 뜯어먹는 동물(grazer)
- 광엽초본
- 협엽초본
- [[플랑크톤]
- 부생영양 균류
- 관목
- 나무
- 덩굴식물
- 어류를 주식으로 삼는 동물들(piscivore)